# Demonax nousophi
Demonax nousophi là một loài bọ cánh cứng trong họ Cerambycidae.